# Pieter Gerkens
Pieter Gerkens (Bilzen, 13 de agosto de 1995) es un futbolista belga que juega de centrocampista en el Círculo de Brujas de la Primera División de Bélgica.

## Trayectoria
Gerkens comenzó su carrera deportiva en el KRC Genk en 2013, con el que debutó el 28 de noviembre en un partido de la Liga Europa de la UEFA frente al FC Dinamo de Kiev. En la Primera División de Bélgica debutó el 1 de diciembre de ese año, frente al Oud-Heverlee Leuven.
En enero de 2016 para jugar en el Sint-Truidense, club en el que marcó 16 goles en 50 partidos, en la temporada y media que estuvo.

### Anderlecht
Tras su gran temporada en el Sint-Truidense, fichó en 2017 por el R. S. C. Anderlecht, con el que consiguió la Supercopa de Bélgica.

### Antwerp
En 2020 fichó por el Royal Antwerp.

## Selección nacional
Gerkens fue internacional sub-16, sub-17, sub-18, sub-19 y sub-21 con la selección de fútbol de Bélgica.

## Clubes
| Club                       | País    | Año       |
| -------------------------- | ------- | --------- |
| K. R. C. Genk              | Bélgica | 2013-2015 |
| Sint-Truidense             | Bélgica | 2016-2017 |
| R. S. C. Anderlecht        | Bélgica | 2017-2020 |
| Royal Antwerp F. C.        | Bélgica | 2020-2023 |
| K. A. A. Gante             | Bélgica | 2023-act. |
| Círculo de Brujas (cedido) | Bélgica | 2025-act. |

## Palmarés

### Títulos nacionales
| Título               | Club                | País    | Año  |
| -------------------- | ------------------- | ------- | ---- |
| Supercopa de Bélgica | R. S. C. Anderlecht | Bélgica | 2017 |
| Copa de Bélgica      | Royal Antwerp F. C. | Bélgica | 2023 |
| Pro League           | Royal Antwerp F. C. | Bélgica | 2023 |